# Han, Kotor
Han este o localitate din comuna Kotor, Muntenegru. Conform datelor de la recensământul din 2003, localitatea are 60 de locuitori (la recensământul din 1991 erau 72 de locuitori).

## Demografie
În localitatea Han locuiesc 50 de persoane adulte, iar vârsta medie a populației este de 52,7 de ani (56,5 la bărbați și 48,3 la femei). În localitate sunt 21 de gospodării, iar numărul mediu de membri în gospodărie este de 2,86.
Această localitate este populată majoritar de sârbi (conform recensământului din 2003).
|  |

| Demografie | Demografie | Demografie |
| An         | Locuitori  | Locuitori  |
| ---------- | ---------- | ---------- |
|            |            |            |
|            |            |            |
|            |            |            |
|            |            |            |
| 1948       | 277        |            |
| 1953       | 259        |            |
| 1961       | 224        |            |
| 1971       | 154        |            |
| 1981       | 96         |            |
| 1991       | 72         | 72         |
| 2003       | 60         | 60         |

| \| Componența etnică conform recensământului din 2003[2] \| Componența etnică conform recensământului din 2003[2] \| Componența etnică conform recensământului din 2003[2] \| Componența etnică conform recensământului din 2003[2] \| Componența etnică conform recensământului din 2003[2] \| \| ----------------------------------------------------- \| ----------------------------------------------------- \| ----------------------------------------------------- \| ----------------------------------------------------- \| ----------------------------------------------------- \| \| \| \| \| \| \| \| Sârbi \| Sârbi \| \| 54 \| 90% \| \| Muntenegreni \| Muntenegreni \| \| 3 \| 5% \| \| necunoscută \| necunoscută \| \| 0 \| 0% \| |              |  |    |     |
| Componența etnică conform recensământului din 2003 |              |  |    |     |
| |              |  |    |     |
| Sârbi | Sârbi        |  | 54 | 90% |
| Muntenegreni | Muntenegreni |  | 3  | 5%  |
| necunoscută | necunoscută  |  | 0  | 0%  |